# Chaetonotus robustus
Chaetonotus robustus is een buikharige uit de familie Chaetonotidae. De wetenschappelijke naam van de soort werd in 1938 voor het eerst geldig gepubliceerd door Davison. De soort wordt in het ondergeslacht Captochaetus geplaatst.

## Synoniem
- Chaetonotus magnus Kisielewski, 1979